# Adam Orleton
Adam Orleton (* um 1275; † 18. Juli 1345 in Farnham Castle) war ein englischer Geistlicher, Politiker und Diplomat. Ab 1317 war er Bischof von Hereford, ehe er 1327 Bischof von Worcester und dann 1333 Bischof von Winchester wurde.

## Herkunft und Ausbildung
Adam Orleton wurde vermutlich nicht in Orleton, wonach er benannt wurde, sondern im nahe gelegenen Hereford geboren. In Hereford lebten Ende des 13. Jahrhunderts mehrere Orletons, darunter William Orleton, der Bürgermeister der Stadt wurde. Es wird vermutet, dass die Brüder John und Thomas Trillek, die später auch zu Bischöfen aufstiegen, Neffen von Orleton waren. Wahrscheinlich studierte er in Oxford. Vor 1302 erlangte er einen Abschluss als Master. 1305 brauchte er sein Amt als Rektor von Wotton in Buckinghamshire für drei Jahre nicht auszuüben, damit er weiter studieren konnte. Vor 1310 hatte er den Titel eines Doktors des kanonischen Rechts erworben.

## Aufstieg als Geistlicher und Dienst als Diplomat
Angeblich wurde Orleton von Edmund Mortimer, Lord of Wigmore gefördert, was aber nicht belegt werden kann. Vor 1302 gehörte er zum Haushalt von Robert Lewyse aus Gloucester, dem Kanzler der Diözese Hereford. 1307 wird Orleton erstmals als Beamter im Dienst der Krone erwähnt, dabei diente er wohl von Beginn an als Diplomat. In diesem Jahr gehörte er einer Gesandtschaft zur Kurie in Avignon an, die die Kanonisation von Thomas de Cantilupe vorantreiben sollte. Möglicherweise hatte die Gesandtschaft auch das Ziel, den Papst dazu zu bewegen, den königlichen Treasurer Walter Reynolds zum Bischof von Worcester zu ernennen. Tatsächlich ernannte Papst Clemens V. im Februar 1308 Reynolds zum Bischof von Worcester, und 1309 gehörte Orleton zum Gefolge von Reynolds. Im selben Jahr gehörte Orleton wieder einer Gesandtschaft zur Kurie an, die die Aufhebung der von Erzbischof Winchelsey verhängten Exkommunikation des königlichen Günstlings Piers Gaveston durch den Papst erreichte. Danach hatte Orleton die Aufgabe, die Unterbringung der englischen Delegation während des Konzils von Vienne zu organisieren. Dazu sollte er den Papst überzeugen, die 1311 auf Druck einer Adelsopposition erlassenen Ordinances zu annullieren. Um diese Zeit ernannte ihn Clemens V. zum Päpstlichen Kaplan.
Zwischen 1312 und 1315 war Orleton Offizial der Diözese Winchester, wobei er jedoch häufig andere Aufgaben ausübte. 1313 vertrat er beispielsweise während einer Provinzialsynode Richard Swinfield, den Bischof von Hereford, und im November 1313 unterstützte er den Ritter Gilbert Middleton, der an der Universität Oxford einen Streit zwischen den geistlichen Dozenten, die dem Dominikanerorden angehörten, und den weltlichen Dozenten beilegen sollte. Ab 1314 war Orleton ständiger Vertreter von König Eduard II. bei der Kurie in Avignon. Dort verhandelte Orleton mit Papst Johannes XXII. unter anderem weiter über die Annullierung der Ordinances und über die Gültigkeit von Waffenstillständen im Krieg mit Schottland. Im März 1317 unterstützte er eine königliche Gesandtschaft, die mit dem Papst aushandelte, dass der König einen Kredit aus den Erträgen einer Steuer erhielt, die in England zur Finanzierung eines Kreuzzugs erhoben worden war.

## Politische Tätigkeit als Bischof

### Ernennung zum Bischof
Bis 1317 hatte Orleton im Vergleich zu anderen Geistlichen nur wenige Pfründen für seine Dienste erhalten. Er hatte die Rektorate von Wotton in der Diözese Worcester und Acle in der Diözese Norwich erhalten, dazu Pfründen an den Kathedralen von Wells und Hereford. In Avignon diente Orleton aber auch Johannes XXII., der ihn nach 1314 zum päpstlichen Auditor und zum päpstlichen Kaplan ernannte. Am 15. Mai 1317 ernannte ihn der Papst zum Bischof der Diözese Hereford, obwohl Eduard II. den Papst drängte, den Höfling Thomas Charlton zum Bischof zu ernennen. Bereits am 22. Mai wurde Orleton in Avignon zum Bischof geweiht. Der König war über die Ernennung seines Gesandten anstelle seines Kandidaten zum Bischof zunächst äußerst erzürnt. Dennoch übergab er Orleton im Juli 1317, einen Tag nachdem dieser den König in Nottingham erreicht hatte, die Temporalien der Diözese und nahm ihn wieder in seine Gunst auf.

### Rolle während des Despenser War und bei der Rebellion des Earl of Lancaster
In England wurde Orleton rasch in den Konflikt zwischen dem König und dem mächtigen Earl of Lancaster verwickelt. Er gehörte zu den zwölf Bischöfen, die aktiv an einer Verständigung zwischen den beiden Kontrahenten arbeiteten. Im April 1318 war er einer der sechs Bischöfe, die in Leicester zusammen mit Lancaster einen Entwurf für eine Einigung aushandelten, die dann im August zum Vertrag von Leake führte. Orleton wurde danach Mitglied des neuen, ständigen Staatsrats, der gemäß dem Vertrag gebildet wurde. Daneben diente Orleton dem König weiter als Diplomat, wobei er dank seines Ranges als Bischof nun oft als Führer der Gesandtschaften diente. Nachdem er bereits im Juni 1318 als Gesandter nach Frankreich gereist war, diente er 1319 wieder als Gesandter am Papsthof in Avignon, wo er weiter auf die Heiligsprechung von Thomas of Cantilupe drängte. Im Februar 1320 kehrte er mit acht päpstlichen Bullen nach England zurück, darunter mit zweien, in denen Kirchenstrafen gegen den schottischen König Robert Bruce verkündet wurden. Im April 1320 war Orleton wieder in Avignon, wo Thomas of Cantilupe am 17. April heiliggesprochen wurde. Auf seiner Rückreise traf er Eduard II. und Königin Isabelle, als sie in Amiens dem französischen König für den Besitz der Gascogne huldigten. 1321 reiste er erneut zum französischen Königshof, um über Angelegenheiten in der Gascogne zu verhandeln, doch als er im April 1321 nach London zurückkehrte, begann wenig später der Despenser War, eine Rebellion der Marcher Lords gegen den Einfluss der königlichen Günstlinge Hugh le Despenser und dessen gleichnamigen Vater Hugh le Despenser der Ältere. Als Geistlicher nahm er nicht offen an der Rebellion teil, doch im Mai unterstützte er Roger Mortimer of Wigmore, mit dem er schon länger in Kontakt war, mit Soldaten aus seiner Diözese.
Nachdem der König ab Herbst 1321 militärisch gegen die Rebellen vorging, schloss Orleton auch ein Bündnis mit dem Earl of Hereford. Die uneinigen Rebellen konnten jedoch bis März 1322 vom König besiegt werden. Der König ließ zahlreiche Anführer hinrichten, darunter auch seinen Cousin Lancaster. Bereits Ende Januar 1322 hatte der König, als er Hereford erreichte, Orleton beschuldigt, die Rebellen unterstützt zu haben. Während der König jedoch den Papst bat, die Bischöfe John Droxford und Henry Burghersh zu suspendieren und ins Exil zu schicken, wurde Orleton nicht weiter beschuldigt und konnte im Mai 1322 an dem Parlament in York teilnehmen, mit dem der König seinen Sieg festigte. Das Verhältnis von Orleton zum König war zwar belastet, doch im Mai 1323 hoffte Orleton, dass ihm der König bald vollständig verzeihen würde. Als jedoch Anfang August 1323 der Rebell Roger Mortimer of Wigmore, der sich im Januar 1322 ergeben hatte, aus dem Tower of London flüchten konnte, ließ der König Orletons Beteiligung am Despenser War untersuchen. Im Februar 1324 wurde Orleton vor dem Parlament in Westminster angeklagt, die Rebellion von Mortimer mit Pferden, Männern und Waffen unterstützt zu haben. Orleton widersprach den Beschuldigungen und erklärte, dass er als Bischof nicht der königlichen, sondern der geistlichen Gerichtsbarkeit unterstand. Daraufhin übergab ihn der König der Aufsicht von Erzbischof Walter Reynolds. In Hereford ließ der König die Vorwürfe von einer Jury untersuchen, der erklärte Gegner von Orleton angehörten. Henry of Lancaster, der Bruder des hingerichteten Earl of Lancaster, versuchte Orleton zu verteidigen, doch der König beschlagnahmte im März 1324 die Temporalien von Orletons Diözese und behielt sie in seiner Verwaltung. Trotz des Drängens des Königs auf eine Verurteilung Orletons durch ein geistliches Gericht wurde dieses Verfahren durch andere Bischöfe verzögert, während der König ab Oktober 1325 den Verkauf von Vieh, Vorräten und Gegenständen von Orletons Gütern befahl.

### Rolle während der Herrschaft von Isabelle und Roger Mortimer
Als im September 1326 Königin Isabelle und Mortimer in Südostengland landeten, um den König zu stürzen, gehörte Orleton zusammen mit Henry Burghersh zu den Bischöfen, die sofort offen die Rebellion unterstützten. Bereits Im Oktober schloss er sich in Oxford den Rebellen an und hielt eine Predigt, in der er die Invasion der Königin verteidigte und Anklagen gegen die Despensers erhob. Nachdem Eduard II. im November auf der Flucht gefangen genommen worden war, nahm Orleton das Großsiegel in Verwahrung. Orleton war in Hereford, als Hugh le Despenser der Jüngere zum Tod verurteilt wurde. Dabei erreichte er, dass sich Robert Baldock, der zusammen mit dem König und Despenser gefangen genommene königliche Kanzler, als Geistlicher nicht vor einem weltlichen, sondern vor einem geistlichen Gericht verantworten sollte. Er nahm ihn mit nach London, wo Baldock jedoch von einem Mob schwer misshandelt und ins Gefängnis geworfen wurde, wo er an den Folgen seiner Verletzungen starb. Welchen Anteil Orleton an der Abdankung von Eduard II. und an der Regelung der Nachfolge von Eduard III. hatte, kann nicht genau geklärt werden. Während des Parlaments im Januar 1327 sprach er sich für eine Absetzung von Eduard II. aus. Im Januar 1327 gehörte er dann der Delegation an, die den gestürzten König in Kenilworth Castle dazu brachte, abzudanken. Am 28. Januar 1327 wurde er zum neuen Treasurer ernannt, und am 1. Februar nahm er an der Krönung von Eduard III. teil. Bereits im März 1327 legte er jedoch das Amt des Treasurers wieder nieder, weil er als Gesandter nach Frankreich und zur Kurie nach Avignon reiste. Dort informierte er den französischen König und den Papst über den Thronwechsel in England. Dazu erreichte er, dass Eduard III. für die Heirat mit seiner Cousine Philippa of Hainault einen päpstlichen Dispens erhielt. In Avignon ernannte ihn Johannes XXII. am 28. September 1327 zum Bischof der Diözese Worcester, nicht zuletzt weil die Temporalien der Diözese Hereford noch durch die Ausplünderung unter Eduard II. verwüstet waren. Dieser Wechsel wurde jedoch von der von Mortimer beherrschten Regierung zunächst entschieden abgelehnt, weil in Worcester mit Wulstan Bransford ein Bischof gewählt worden war, dessen Wahl vom König und vom Erzbischof bereits bestätigt worden war.
Der Wechsel von Orleton nach Worcester wurde so durch den Widerstand der Regierung verzögert, doch er gewann offenbar rasch wieder die Gunst von Eduard III:, der Anfang 1328 seine Zustimmung zur Ernennung Orletons zum Bischof von Worcester gab. Daraufhin wurden Orleton am 2. März 1328 die Temporalien der Diözese übergeben. Als mit dem Tod des französischen Königs Karl IV. 1328 die Kapetinger in direkter Linie ausstarben, wurde Philipp VI. aus dem Haus Valois französischer König. Daraufhin wurden im Mai 1328 Orleton und Bischof Roger Northburgh von Lichfield nach Frankreich gesandt, um den Thronanspruch von Eduard III., der ein Neffe von Karl IV. gewesen war, geltend zu machen. Nach seiner Rückkehr wurde er am 19. Juni 1328 als Bischof in Worcester inthronisiert. Im Januar 1330 reiste er zusammen mit Bischof William Airmyn von Norwich erneut zu Verhandlungen nach Frankreich, ebenso im April, um über ein Heiratsbündnis zwischen England und Frankreich zu verhandeln. Am 8. Mai 1330 besiegelte er die Konvention von Bois de Vincennes mit, in der ausstehende Zahlungen der Engländer an die Franzosen, aber auch die nicht erfolgte Übergabe von südwestfranzösischen Burgen an die Engländer und andere Streitfragen niedergeschrieben wurden. Aufgrund seiner häufigen und langen diplomatischen Missionen war Orleton nicht weiter an der Herrschaft Mortimers beteiligt, und als der junge König Eduard III. im Oktober 1330 Mortimer stürzte und selbst die Regierung übernahm, wurden gegen Orleton keine Beschuldigungen erhoben.

### Tätigkeit während der weiteren Herrschaft von EduardIII.
Auch nach dem Sturz von Roger Mortimer diente Orleton deshalb der Krone weiter als Diplomat. 1331 war er wieder in Frankreich, wo im März der Vertrag von Paris geschlossen wurde, in dem Eduard III. zusicherte, dem französischen König für seine südwestfranzösischen Besitzungen Hommage zu leisten. Orleton war ein wichtiges Mitglied der hochrangigen Gesandtschaft, die im November 1332 von London nach Frankreich reiste, um über einen gemeinsamen Kreuzzug, über ein Bündnis und weiter über eine Heirat zwischen den beiden Herrscherhäusern zu verhandeln. Die Verhandlungen verliefen erfolglos, doch Orleton blieb sis zum 22. Februar 1333 in Frankreich, ehe er weiter zur Kurie nach Avignon reiste. Dort ernannte ihn Johannes XXII. am 1. Dezember 1333 zum Bischof der reichen Diözese Winchester. Im Januar 1334 kehrte Orleton nach England zurück, doch Eduard III. verweigerte erneut seine Zustimmung zum Wechsel von Orleton als Bischof. Orleton wurde Bestechung und sogar Verrat vorgeworfen. Erst am 23. September 1334 übergab er ihm die Temporalien der Diözese, doch Orleton hatte nun die Gunst des Königs verloren. Erst im März 1336 wurde er als Bischof von Winchester zu einem Parlament geladen, womit er dann wieder rehabilitiert war. Am 21. Juli 1336 brach er von London letztmals zu einer Gesandtschaft nach Frankreich auf. Die Verhandlungen blieben erfolglos, denn die Franzosen blieben bei ihrem Bündnis mit Schottland, worauf ein Krieg zwischen England und Frankreich unmittelbar bevorstand.

## Geistliches Wirken
Trotz seiner häufigen Tätigkeit als Politiker und Diplomat war Orleton nach Möglichkeit ein gewissenhafter Verwalter, wie die Urkundenregister der drei von ihm geführten Diözesen belegen. Direkt nach seiner Ankunft als Bischof in Hereford begann er eine Visitation seiner Diözese, die er jedoch aufgrund seiner Tätigkeit als Diplomat wieder unterbrechen musste. In einem Brief an Thomas Cobham, den Bischof der benachbarten Diözese Worcester, beklagte sich Orleton, dass er nicht die Zeit gefunden hatte, seine Beamten und Stellvertreter einzuweisen, und bat dann Cobham, seine Beamten während seiner Abwesenheit zu beaufsichtigen. 1329 ernannte er seinen Bruder John zum Archidiakon von Worcester. Er förderte auch seine Neffen John und Thomas Trillek, wobei er im Vergleich zu anderen Bischöfen bei der Vergabe von Ämtern an Verwandte zurückhaltend war. Als Bischof von Worcester führte er Weihen durch und predigte auf Englisch. Auch während seiner diplomatischen Missionen im Ausland kümmerte sich Orleton um seine Diözese und schickte beispielsweise aus Frankreich schriftliche Anweisungen. Erst als er als alter Mann erblindete und gebrechlich wurde, konnte er sein Amt als Bischof nicht mehr ausüben.
Zwischen Orleton und Erzbischof John Stratford von Canterbury bestand eine erbitterte Gegnerschaft, obwohl beide an der Absetzung von Eduard II. aktiv beteiligt gewesen waren. Stratford protestierte mit einem verleumderischen Appell gegen Orletons Ernennung zum Bischof von Winchester, worauf dieser zu seiner Verteidigung die sogenannten Responsiones verfasste. Als es 1340 zu einem schweren Konflikt zwischen Eduard III. und Erzbischof Stratford kam, soll nach dem Chronisten Stephen Birchington Orleton das beleidigende, sogenannte Libellus famosus veröffentlicht haben. Dieser Vorwurf trifft wahrscheinlich nicht zu, auch wenn Orleton wahrscheinlich seinem alten Rivalen tatsächlich grollte.

## Bewertung
Zeitgenössische Chronisten bezeichneten Orleton als gerissen, planend und rücksichtslos, dabei hätte er sich mehr um die politische Situation und um seine Macht als um die Belange seiner Diözesen gekümmert. Johannes XXII. erkannte seine Fähigkeiten, und Orleton dankte dem mit ihm befreundeten Papst, indem er eher den Anordnungen des Papstes als denen der Krone folgte. Zusammen mit Erzbischof Stratford hatte er wesentlichen Anteil daran, dass der Thronwechsel von 1327 so glatt verlief. Dafür und wegen anderer Vorbehalte wurde Orleton über Gebühr verleumdet. Der zeitgenössische Chronist Geoffrey Baker beschuldigte Orleton, langfristig die Absetzung von Eduard II. geplant zu haben. Er erfand einen Brief, den Orleton an die Wärter des Königs in Berkeley Castle geschrieben haben sollte, die daraufhin den abgesetzten König ermordeten. Baker behauptete auch, dass Orleton den Tod von Kanzler Baldock geduldet hätte. Diese Beschuldigungen sind jedoch unbelegt. Zum Zeitpunkt der mutmaßlichen Ermordung von Eduard II. befand sich Orleton seit fünf Monaten in Frankreich. Noch Ende des 19. Jahrhunderts bezeichnete William Stubbs Orleton als Vertrauten von Roger Mortimer und T. F. Tout ihn als selbstsüchtig und skandalös. Nach Tout hätte er die Flucht von Mortimer vorbereitet und eine Verschwörung zum Sturz des Königs geplant. Auch im 20. Jahrhundert galt Orleton weiter als politischer Bischof, obwohl er hauptsächlich als Diplomat diente und nur zwischen 1324 und 1327 sowie 1341 besonders politisch aktiv war.